# 毛果绣球藤
毛果绣球藤（学名：Clematis montana var. trichogyna）为毛茛科铁线莲属下的一个变种。

## 扩展阅读
- 維基物種上的相關：毛果绣球藤